# Калин Калинов
Калин Спасов Калинов е български офицер, флотилен адмирал, професор, доктор, началник на Висшето военноморско училище „Н. Вапцаров“ (ВВМУ) в гр. Варна, България от 8 октомври 2024 г.

## Биография
Роден е на 18 октомври 1968 г. в град Добрич. През 1991 г. завършва управление на тактическите формирования във ВМС във Висшето военноморско училище „Никола Йонков Вапцаров“ като първенец на специалността. В периода 1991 – 1994 г. е командир на щурманска бойна част на подводница „Победа“ с бордови номер 81 в 8 дивизион „Подводници“ във Варна. Между 1994 и 1996 г. е командир на минно-торпедна бойна част на подводница в същия дивизион. От 1996 до 1998 г. е помощник-командир на подводница. След това до 2000 г. е старши помощник командир на подводница. От 2000 до 2002 г. учи управление на оперативно-тактическите формирования във ВМС във Военната академия „Г. С. Раковски“ в София. След завръщането си е назначен за командир на подводница „Слава“ с бордови номер 84. Остава на тази позиция до 2003 г. Между 2003 и 2005 г. е асистент в катедра „Военноморски сили“ на факултет „Командно-щабен“ на Военната академия в София. След това последователно е старши асистент (2005 – 2006), главен асистент (2006 – 2009), доцент (2009 – 2011) в същата катедра. Професор от 2016 г. Защитава докторат на тема „Приложение на системния подход в процеса на оперативно планиране във Военноморските сили“ през 2007 г. От 2011 г. е заместник-началник по учебната и научна част на Висшето военноморско училище. На 20 август 2024 г. е назначен за началник на Висше военноморско училище „Никола Йонков Вапцаров“ и удостоен с висше офицерско звание „флотилен адмирал“, считано от 8 октомври 2024 г.

## Образование
- Висше военноморско училище „Никола Йонков Вапцаров“ – до 1991 г., управление на тактическите формирования
- Военна академия „Г.С.Раковски“ – до 2002 г., управление на оперативно-тактическите формирования във ВМС
- Доктор по Организация и управление на въоръжените сили – до 2007

## Военни звания
- Лейтенант (1991)
- Капитан I ранг (18 ноември 2010)
- Флотилен адмирал (8 октомври 2024)

## Образование
- Висше военноморско училище „Никола Йонков Вапцаров“ (до 1991), управление на тактическите формирования във ВМС
- Военна академия „Г. С. Раковски“ (2000 – 2002), управление на оперативно-тактическите формирования във ВМС
- Военна академия „Г. С. Раковски“, (до 2007), доктор по организация и управление на въоръжените сили